# Wybory prezydenckie w Stanach Zjednoczonych w Kalifornii w 1956 roku
Wybory prezydenckie w Stanach Zjednoczonych w Kalifornii w 1956 roku – odbyły się 6 listopada 1956 jako część 43. wyborów prezydenckich.
Wyborcy w Kalifornii wybrali elektorów, aby reprezentowali ich w głosowaniu powszechnym w kolegium elektorskim.
Kalifornia została zdobyta przez kandydata republikanów – ówczesnego prezydenta Dwighta Eisenhowera.
| 1952← 6 XI 1956 →1960 | | |
| --- | -------------------------------------------------------------------------------------------------- | --- |
| - Kandydat na prezydenta - Partia polityczna - Stan macierzysty - Kandydat na wiceprezydenta - Głosy elektorskie - Głosy powszechne - Wyniki procentowe | - Dwight Eisenhower - Partia Republikańska - Pensylwania - Richard Nixon - 32 - 3 027 668 - 55,39% | - Adlai Ewing Stevenson II - Partia Demokratyczna - Illinois - Estes Kefauver - 0 - 2 240 135 - 44,27% |